# Мајнашаф
Мајнашаф (њем. Mainaschaff) општина је у њемачкој савезној држави Баварска. Једно је од 32 општинска средишта округа Ашафенбург. Према процјени из 2010. у општини је живјело 8.361 становника. Посједује регионалну шифру (AGS) 9671140.

## Географски и демографски подаци
Мајнашаф се налази у савезној држави Баварска у округу Ашафенбург. Општина се налази на надморској висини од 114 метара. Површина општине износи 7,3 km². У самом мјесту је, према процјени из 2010. године, живјело 8.361 становника. Просјечна густина становништва износи 1.144 становника/km².